# 稻負泥蟲
稻負泥蟲（学名：Oulema oryzae）为金花蟲科束頸金花蟲屬下的一个种。其种加词“oryzae ”意为“水稻的”。